# Мемориальный сквер (Ивано-Франковск)
Мемориальный сквер (также известен как Станиславский некрополь) — городское кладбище в Ивано-Франковске. Расположен в центре города и имеет три входа: со стороны улиц Независимости, Андрея Мельника и Степана Бандеры. Ныне новые захоронения не производятся, а сквер имеет статус памятника государственного значения. Исключение составили похороненные жертвы Евромайдана.
Первые захоронения относятся к 1782 году. Слева от входа была немецкая евангелическая церковь (1883), впоследствии утрачена. С 1955 захоронения не проводились. В 1982 году кладбище было уничтожено и реконструировано под сквер. В 2002 году на территории кладбища возвели часовню. 24 декабря 2008 года с часовни украли мраморную плиту размером 12 м2, разбили 5 урн для мусора, сломали 6 скамеек а также испортили надписями ограждение.

## Сохранившееся могилы
- Л. Бачинский (1871—1930) — вице-президент ЗУНР;
- Мелитон Осипович Бучинский — фольклорист;
- Маврикий Гославский (1802—1834) — поэт;
- Евгений Иеронимович Желеховский (1844—1885) — языковед;
- Иван Корнилович Мандичевский (1854—1925) — адвокат;
- К. Свидзинский (1842—1877) — поэт;
- Денис Владимирович Сочинский (1865−1909) — композитор;
- Павел Прохорович Дадугин (1912−1944) — освобождавший город офицер.

## Новые захоронения
- Роман Игоревич Гурик (1994—2014) — участник Евромайдана.
- Петр Васильевич Беспалько (1980—2014)
- Юрий Николаевич Баран (1968—2014)
- Василий Васильевич Семанюк (1979—2014)
- Михаил Михайлович Шемегинский-Нестерук (1983—2014)
- Владимир Богданович Шарабуряк (1976—2014)